# Kittelsjön, Södermanland
Kittelsjön är en sjö i Flens kommun i Södermanland och ingår i Nyköpingsåns huvudavrinningsområde.